# Borsa di Bombay
La Borsa di Bombay (in inglese: Bombay Stock Exchange) (abbreviato in BSE), è una borsa valori indiana. È stata fondata nel 1875 e ha sede a Mumbai, fu fondata dal commerciante di cotone Premchand Roychand, un uomo d'affari giainista, è la borsa valori più antica dell'Asia e anche la decima più antica del mondo. La BSE è una delle borse valori più grandi al mondo per capitalizzazione di mercato.